# اتلیثای
اتلیثای (به ایسلندی: Elliðaey) (تلفظ ایسلندی: [ˈɛtlɪðaˌei:]‏؛ یا Ellirey [ˈɛtlɪrˌei:]‏) یک جزیرهٔ کوچک در جنوب ایسلند است. این جزیره در منتهی‌الیه شمال شرق جزایر وستمن قرار دارد، مجمع‌الجزایری که از ۱۵ تا ۱۸ جزیرهٔ کوچک تشکیل شده‌است.

## جغرافیا
اندازهٔ این جزیره ۰٫۴۵ کیلومتر مربع (۱۱۰ جریب فرنگی؛ ۴۵ هکتار) است که باعث شده تا آن به سومین جزیرهٔ بزرگ این مجمع‌الجزایر تبدیل شود. این جزیره ساکن دائمی ندارد و به جز طوطی دریایی، جانور دیگری در آن زیست نمی‌کند.
«انجمن شکار اتلیثای» یک خانهٔ شکار در این جزیره بنا نهاده که تنها ساختمان موجود در این جزیره است. این جزیره مسکونی نیست و تنها در تابستان تعدادی شکارچی طوطی دریایی به‌طور موقت در آن اقامت می‌کنند.
علی‌رغم تصور غلط گسترده در بین طرفداران خارجی، خواننده و هنرمند ایسلندی بیورک در این جزیره زندگی نمی‌کند. این تصور غلط پس از سخنرانی نخست‌وزیر ایسلند شکل گرفته‌است که وی در سال ۲۰۰۰ گفت که مایل است اجازه دهد تا بیورک به صورت رایگان در یک جزیره در Breiðafjörður زندگی کند که به آن نیز اتلیثای گفته می‌شود. با این حال این هنرمند هرگز این جزیره را خریداری نکرده و خانه‌ای در آن‌جا ندارد.